# ديب ريتشارد
ديب ريتشارد (بالإنجليزية: Deb Richard)‏ هي لاعبة غولف أمريكية، ولدت في 13 يونيو 1963 في أبفيل في الولايات المتحدة.

## وصلات خارجية
- ديب ريتشارد على موقع رابطة لاعبات الغولف المحترفات (الإنجليزية)
- ديب ريتشارد على موقع قاعة كنساس للمشاهير الرياضية (مؤرشف) (الإنجليزية)